# 젠지노역
젠지노역(일본어: 善師野駅)은 일본 아이치현 이누야마시에 위치한 나고야 철도 히로미선의 철도역이다. 역 번호는 HM 02이며, 상대식 승강장 2면 2선의 구조를 갖춘 지상역이다.

## 타는 곳
| 1 | ■ 히로미 선 | 하행 | 신카니 · 미타케 방면 (아케치 역 동쪽은 같은 역에서 환승) |
| 2 | ■ 히로미 선 | 상행 | 이누야마 · 나고야 · 기후 방면                            |

## 이용 현황
- 2013년 기준 : 1,087명

## 역 주변
- 국도 제41호선

## 인접 역
| 나고야 철도 히로미선             | 나고야 철도 히로미선 | 나고야 철도 히로미선       |
| -------------------------------- | -------------------- | -------------------------- |
| HM 01 도미오카마에 이누야마 방면 | ■ 히로미선           | 니시카니 HM 03 미타케 방면 |